# 巴爾比埃島
巴爾比埃島（英語：Barbière Island）是南極洲的島嶼，屬於威廉群島的一部分，處於彼德曼島以南，由讓-巴蒂斯特·夏古率領的法國探險隊繪入地圖，現時由南極條約體系管理。